# Phrynelox
Genre
Ce genre comporte plusieurs espèces :
- Phrynelox cunninghami
- Phrynelox nuttingi
- Phrynelox scaber

C'est un taxon invalide, remplacé par Antennarius.